# Mersch (kanton)
Mersch er en kanton i distriktet Luxembourg i storhertugdømmet Luxembourg. Kantonen ligger midt i landet og har et areal på 223,90 km². I 2005 havde kantonen 24.229 indbyggere og det administrative center ligger i byen Mersch.

## Kommuner
Kantonen Mersch består af elleve kommuner. I tabellen opgives antal indbyggere pr. 1. januar 2005.
| #   | Kommuner            | Indbyggere |
| --- | ------------------- | ---------- |
| 1.  | Mersch              | 7.286      |
| 2.  | Lorentzweiler       | 3.023      |
| 3.  | Bissen              | 2.457      |
| 4.  | Lintgen             | 2.405      |
| 5.  | Colmar-Berg         | 1.848      |
| 6.  | Boevange-sur-Attert | 1.824      |
| 7.  | Larochette          | 1.760      |
| 8.  | Tuntange            | 1.064      |
| 9.  | Nommern             | 995        |
| 10. | Heffingen           | 880        |
| 11. | Fischbach           | 684        |

49°45′23″N 6°07′38″Ø / 49.7564°N 6.1272°Ø